# Tournefortia salicifolia
Tournefortia salicifolia är en strävbladig växtart som beskrevs av Dc. Tournefortia salicifolia ingår i släktet Tournefortia och familjen strävbladiga växter. Inga underarter finns listade i Catalogue of Life.